# Hansa (biograf)

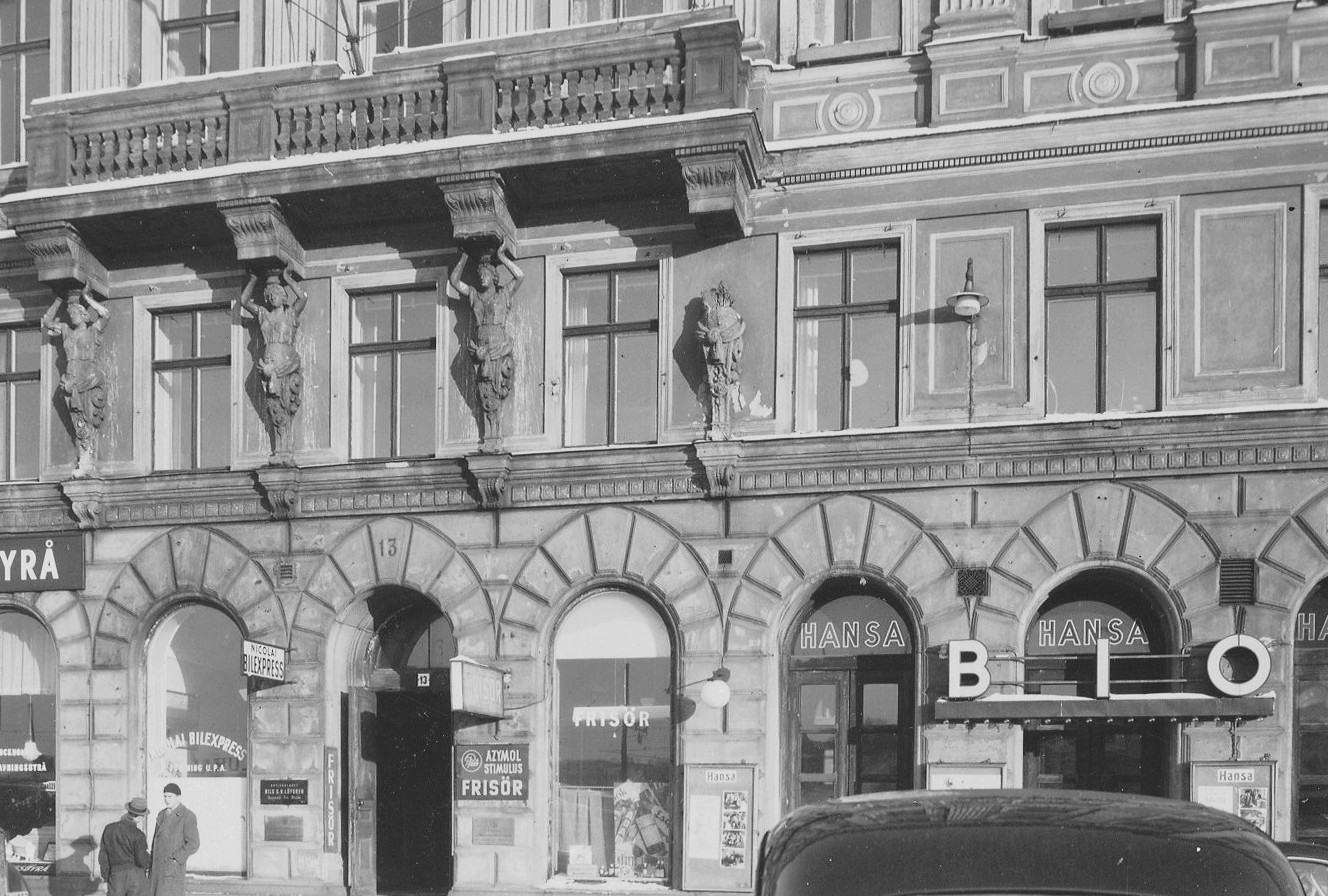
Mälartorget 13, biograf Hansa, 1954.

Hansa var en biograf vid Mälartorget 13 i Gamla stan i Stockholm. Biografen öppnade i maj 1936 och lades ner i juni 1954.

## Historik
Hansa var en av två mindre biografer som existerade i Gamla stan, dock inte samtidigt. Mellan 1908 och 1927 fanns stumfilmsbiografen Kornhamns-Biografen vid Kornhamnstorg 49. 
I nästan tio år var Gamla stan utan biograf, men den 18 maj 1936 öppnade Hansa i kvarteret Midas, adress Mälartorget 13. Biografen inrymdes i bottenvåningens södra del och hade 110 platser. Över entrén lyste ordet "BIO" i neonbokstäver och på glasrutan över varje dörrpar stod namnet "Hansa" skrivet. 
Inför invigningen annonserade Hansa i tidningar som en ”ny, modern ljudfilmsteater med förstklassig ljudinstallation”. Hansa förblev dock bara en liten kvartersbiograf som varade över tiden för andra världskriget och en bit in på 1950-talet. I juni 1954 gavs den sista filmvisningen, därefter byggdes lokalen om för teaterändamål med 119 platser och övertogs av Teatern i Gamla stan, som dessförinnan hade funnits på Yxsmedsgränd 1. Sedan dess har det inte funnits någon mer biograf i Gamla stan.